# Ланевский, Борис Павлович
Ланевский Борис Павлович (14 января 1952 года – 31 декабря 2015 года) – заслуженный журналист Украины, спортивный комментатор, мастер спорта СССР по баскетболу. 
За более чем тридцать пять лет работы в телеэфире Борис Ланевский провел более двух тысяч репортажей с футбольных, баскетбольных, волейбольных, хоккейных матчей на телевидении. Комментировал с места событий соревнования летних Олимпийских игр 1996 года в Атланте и зимней Олимпиады 1998 года в Нагано.

## Биография
Родился в селе Бухтарма, Казахстан, в семье военного инженера — Павла Адамовича Ланевского и Нинель Алексеевны. По работе отец Бориса Ланевского Павел Адамович вместе с семьей уехал из Бухтармы на седьмой день после рождения сына, и затем семья жила в Иркутске. Когда Борису Ланевскому исполнилось пять лет, семья поселилась в Харькове.
В 1963 году Борис Ланевский начал заниматься баскетболом в спортшколе «Авангард» у выдающегося тренера Феликса Михайловича Маргулиса. Выступал за молодежную сборную Украины. В 1969 году стал чемпионом СССР среди молодежных команд. Выступал за команду «Строитель» (Харьков) с 1969 по 1978 гг. Призер первой лиги СССР, мастер спорта СССР по баскетболу. Двукратный чемпион Украины по баскетболу среди ветеранов. По окончании баскетбольной карьеры работал тренером по баскетболу в ДЮСШ-3, был тренером молодежной сборной Харьковской области. Окончил Харьковский государственный университет имени Горького.
После баскетбольной карьеры в жизнь Бориса Павловича прочно вошло телевидение. До этого, когда Борис Ланевский играл в молодежной сборной Украины, был приглашен на программу Харьковского телевидения «Уроки баскетбола». Там Бориса Ланевского увидела старший редактор детских программ Раиса Ильинична Санина, и решила попробовать его в качестве ведущего детской развлекательно-спортивной программы «Старты надежд» — сперва с Татьяной Ростик, а вскоре и как самостоятельного ведущего. Программа явилась рекордсменом по числу выходов в эфир — 178 выпусков. После этого редактор новостей Харьковского телевидения Валентин Иванович Черняк предложил вести Борису Ланевскому в эфире выпуски спортивных новостей. С 1981 года спортивные выпуски стали постоянной и ежедневной составляющей новостей на Харьковском телевидении и Борис Павлович оставил тренерскую деятельность, сделав выбор в пользу работы на телевидении.
С 2000 года Борис Ланевский — руководитель спортивной редакции Харьковской областной телерадиокомпании «Спортивный телеканал „Харьков“».
С начала 1980-х годов Борис Ланевский комментировал практически все домашние матчи харьковского клуба «Металлист». Был постоянным сотрудником всесоюзной передачи «Футбольное обозрение».
В 1996 году Борис Ланевский в коллективе комментаторов украинского телевидения работал с места событий на летних Олимпийских играх в Атланте (США), когда впервые в истории независимой Украины наша страна выступала отдельной командой, а также зимних Олимпийских играх 1998 года в Нагано (Япония).
Даже выйдя на пенсию в конце марта 2015 года, Борис Ланевский принимал участие в многочисленных спортивных проектах харьковского и украинского телевидения в качестве консультанта и журналиста. Еще утром 31 декабря 2015 года он договаривался об интервью после новогодних праздников, а после 21.00 вечера того же дня родные сообщили о том, что сердце спортивного комментатора перестало биться.
В Харькове проходит ежегодный Кубок памяти Бориса Ланевского, организатором которого является футзальный клуб «Феникс».